# Jean Victor Moreau
Jean Víctor Marie Moreau (Montroulez, Bretanya, 13 de febrer de 1763 - Louny, Bohèmia, 2 de setembre de 1813) fou un militar i revolucionari bretó. Era fill de Gabriel-Louis Moreau, senyor de Lizoreux (1730-1794), conseller del Rei, i de Catherine Chapperon de L'Isle, filla d'un comerciant i neta del famós corsari bretó Pierre Bernard de Basseville.

## Biografia
Després d'haver estudiat quatre anys al Col·legi de Saint-Pol-de-Léon, el seu pare el va obligar a estudiar dret a la Universitat de Rennes, on fou deixeble de Jean-Denis Lanjuinais, Isaac Le Chapelier i Gohier. Però la seva veritable vocació era militar. El 1788 participà en l'organització dels milicians universitaris bretons en defensa del Parlament de Bretanya i el 1789 ingressà a la maçoneria.
El 19 de gener de 1790 va presidir la Confederació de la Joventut Bretona i Angevina a Pondivi, que va fer jurament de lleialtat a la Revolució francesa. El 1791 fou ascendit a tinent coronel del primer batalló de voluntaris d'Ille i Vilaine i col·laborà amb l'exèrcit del Nord Charles François Dumouriez, tot destacant en el setge de Dunkerque. El 1793 fou ascendit a general de brigada.
El 12 d'abril de 1794 fou ascendit a general de divisió i enviat a Flandes, on dirigí l'ala dreta de l'exèrcit de Jean-Charles Pichegru i participà decisivament en les preses de Mouscron, Ypres, Bruges, Oostende i Nieuwpoort. El 3 de març de 1795 fou nomenat comandant en cap de l'Exèrcit del Nofd i participà en la conquesta dels Països Baixos i la constitució de la república Batava. Després de la batalla de Tourcoing fou nomenat cap de l'Exèrcit del Rin i del Mosel·la en substitució de Louis-Charles-Antoine Desaix. Atacà Alemanya, però malgrat les victòries inicials a Magúncia, Kehl i Heydenheim i d'Itàlia, austríacs i russos l'obligaren a retirar-se de Würzburg. El 25 de desembre de 1795 fou nomenat cap també de l'Exèrcit del Sambre i Mosa.
El 1797 tornà a travessar el Rin i ocupà Offenburg, però el seu avanç fou aturat per les dificultats econòmiques i la pau de Leoben. El 21 d'abril de 1799 fou nomenat comandant de l'exèrcit d'Itàlia, on destacà a les batalles de San Giuliano i Novi, però hagué de retirar-se de Cassano.
Això i la seva actitud ambigua durant el cop d'estat del 18 de fructidor de l'any V el van desprestigiar. Tot i això, durant el cop d'estat del 18 de brumari va donar suport Napoleó Bonapart i com a recompensa va rebre novament el comandament de l'Exèrcit del Rin (1800). Alhora, es va casar amb la senyoreta Hulot d'Osery, criolla del cercle personal de Josefina de Beauharnais.
El 1800 vencé els austríacs a les batalles d'Engen, Stockach, Moëskirch, Hochstadt, amb les que els austríacs van retirar-se fins al riu Inn, i els francesos van assegurar la riba esquerra del Danubi i prendre Múnic, i va derrotar de nou l'Arxiduc Carles en la batalla de Hohenlinden quan es dirigia a Viena, provocant la signatura del Tractat de Lunéville. Malgrat la seva fama, el 1804 la seva esposa va aplegar a casa seva Jaen-Charles Pichegru i Jorg Cadoudal, acusats d'intentar assassinar Napoleó. Fou jutjat i declarat innocent, però Napoleó exigí als jutges una segona deliberació i fou condemnat a dos anys de presó, pena que li fou commutada per l'exili. A través d'Espanya va marxar als Estats Units d'Amèrica. Fou rebut multitudinàriament a Filadèlfia i s'establí un temps a Morrisville, vora Trenton (Nova Jersey).
Després de la derrota de la Grande Armée a Rússia, a instàncies de la seva esposa, s'entrevistà amb l'ambaixador rus i acceptà treballar per als Aliats. Bernardotte li va presentar el tsar Alexandre I de Rússia, de qui en fou conseller amb l'esperança de tornar a proclamar la República a França. Va morir arran d'una ferida de bala rebuda al genoll durant la batalla de Dresden. Fou enterrat a la catedral catòlica de Sant Petersburg.